# Alejandro Zaffaroni
Alejandro Zaffaroni (Montevideo, 27 de febrero de 1923 - Atherton, California, 1 de marzo de 2014) fue un empresario y emprendedor uruguayo-estadounidense, fundador de varias importantes compañías biotecnológicas en Silicon Valley.

## Trayectoria
Su madre falleció cuando tenía 13 años y antes de cumplir los 18 falleció su padre. Se graduó en la Universidad de la República en 1945 y accedió a una beca del programa Fulbright para estudiar en Estados Unidos. Fue aceptado por la Universidad de Harvard y por la Universidad de Rochester. Se decidió por la segunda pues le ofrecía más opciones a la hora de elegir un área de investigación y allí se doctoró en bioquímica en 1949.
Ingresó como bioquímico a Syntex en 1951, en ese entonces una pequeña compañía química mexicana, y participó de la conversión de esta empresa en una compañía farmacéutica multinacional con sede en Palo Alto, California, pionera en el desarrollo de la píldora anticonceptiva oral combinada. En 1962 fue designado presidente de la filial estadounidense.
En 1968 fundó la empresa Alza, dedicada al desarrollo de tratamientos médicos a partir de la administración dirigida de fármacos. El primer desarrollo de Alza (acrónimo del propio nombre de su fundador) fue utilizado en el tratamiento del glaucoma. Otros productos que incorporaron estos nuevos sistemas fueron Glucotrol, para diabéticos sin dependencia de insulina; Duragesic, para el tratamiento de dolores crónicos severos; NicoDerm CQ, para la cesación tabáquica; y Transderm-Scop, para prevenir náuseas y vómitos asociados con cinetosis.
En 1980, Zaffaroni fundó DNAX, un desarrollador de productos macromoleculares que combina tecnologías propias de la ingeniería genética y de la inmunología.
En 1988 cofundó Affymax, empresa especializada en química combinatoria, con la finalidad de reducir el costo y el tiempo necesarios para la identificación de nuevos medicamentos. En 1991 fundó Affymetrix, especializada en el uso de la genética para el desarrollo de nuevos medicamentos. También participó de la formación de Perlegen Sciences, un spin-off de Affymetrix que trabaja en la búsqueda de las causas genéticas de las enfermedades.
Otras compañías que fundó fueron Symyx Technologies (1994), dedicada al uso de tecnologías de química combinatoria; Maxygen (1997), desarrollador de tecnologías para optimizar el desarrollo de proteínas y elementos genéticos; SurroMed, enfocada en el desarrollo de tecnologías para marcadores sustitutos de enfermedades; y Alexza Pharmaceuticals (2000), una compañía que trabaja en tecnologías de administración de fármacos con rápido inicio de acción.

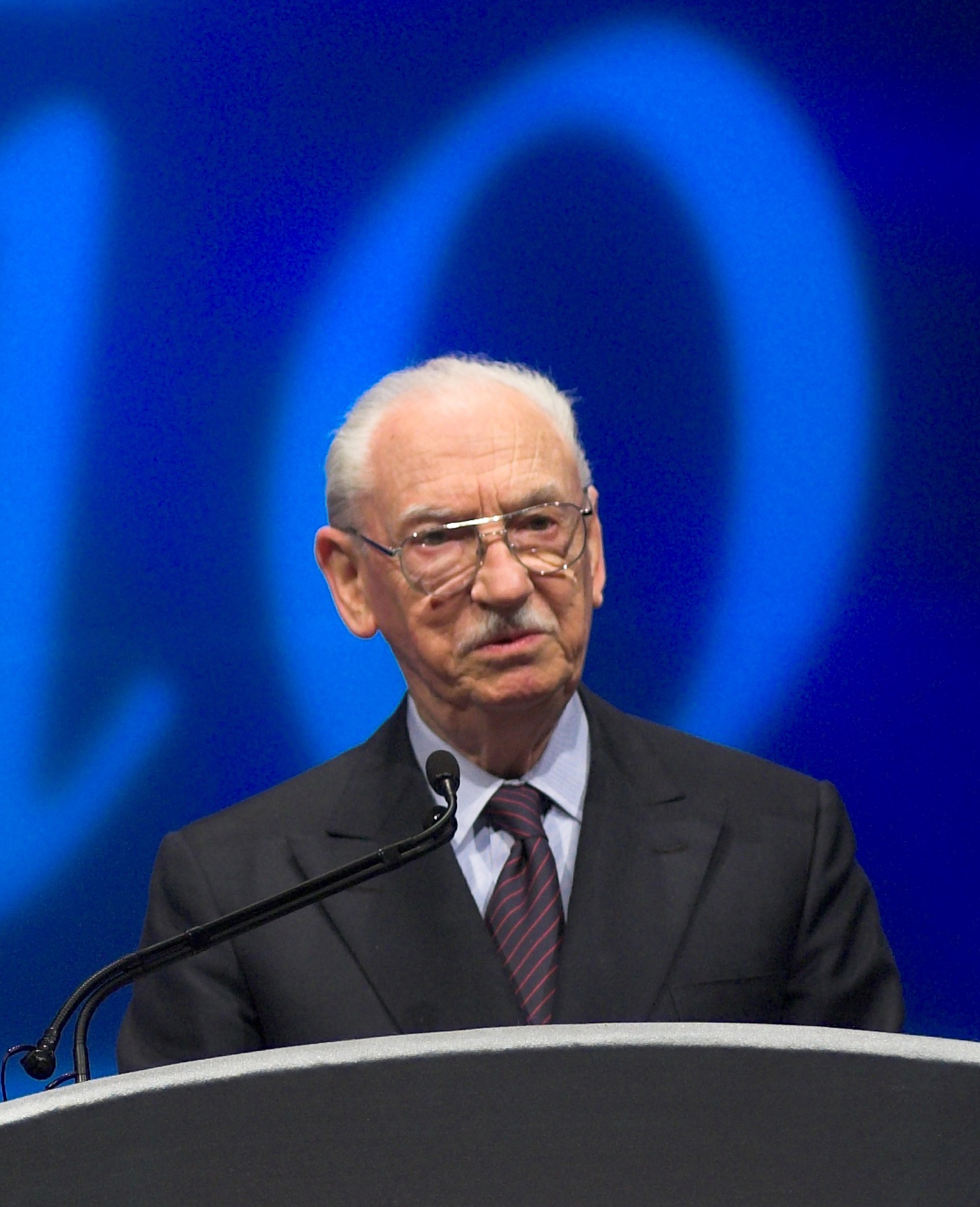
Biotechnology Heritage Award (2006).

En 1995, recibió la Medalla Nacional de Tecnología e Innovación de manos de Bill Clinton, por sus contribuciones a las industrias farmacéutica y biotecnológica. En 2004, junto con George Rosenkranz, recibió la medalla Winthrop–Sears otorgada por Chemical Heritage Foundation y The Chemists’ Club. En 2005 recibió el premio Bower al Liderazgo Empresarial de parte del Instituto Franklin gracias a su creación de nuevos procesos bioquímicos y tecnologías de administración de fármacos. En ese mismo año obtuvo el premio Gregory Pincus de la Worcester Foundation y en 2006 el Biotechnology Heritage Award.
Falleció en su casa de Atherton, California, el 1 de marzo de 2014, a los 91 años.